# William D. Porter
Die USS William D. Porter (DD-579) war ein Zerstörer der US-Marine und gehörte zur Fletcher-Klasse. Sie nahm am Zweiten Weltkrieg teil und wurde am 10. Juni 1945 durch einen Kamikaze-Angriff vor Okinawa versenkt. 1943 schoss sie versehentlich einen Torpedo auf die Iowa ab, auf der sich Franklin D. Roosevelt befand. Sie war das erste Schiff der US-Marine, dessen komplette Besatzung unter Arrest gestellt wurde.

## Namensgeber
William David Porter (1808–1864) war ein Offizier der United States Navy und nahm auf der Seite der Union am Amerikanischen Bürgerkrieg teil. William Porter war der Sohn von Commodore David Porter (1780–1843) und Bruder von Admiral David Dixon Porter (1813–1891), nach denen ebenfalls Schiffe der US Navy, unter anderem ein Zerstörer der Fletcher-Klasse (Porter) benannt wurden. Sein Vater adoptierte David Glasgow Farragut (1801–1870), der Namenspatron von fünf Einheiten der US Navy wurde.

## Technik

### Rumpf und Antrieb
Der Rumpf der William D. Porter war 114,7 m lang und 12,2 m breit. Der Tiefgang betrug 5,4 m, die Verdrängung 2.100 ts. Der Antrieb des Schiffs erfolgte durch zwei Dampfturbinen von General Electric, der Dampf wurde in vier Kesseln von Babcock & Wilcox erzeugt. Die Leistung betrug 60.000 Wellen-PS, die Höchstgeschwindigkeit lag bei 35 Knoten.

### Bewaffnung und Elektronik
Hauptbewaffnung der USS William D. Porter waren bei Indienststellung ihre fünf 5-Zoll/127-mm-Mark-30-Einzeltürme. Dazu kamen diverse Flugabwehrkanonen. Als Hauptbewaffnung gegen Großkampfschiffe führte das Schiff 10 Torpedorohre in zwei Fünffach-Lafetten.
Die USS William D. Porter war mit Radar ausgerüstet. Am Mast über der Brücke waren ein SG- und ein SC-Radar montiert, mit denen Flugzeuge auf Entfernungen zwischen 15 und 30 Seemeilen und Schiffe in Entfernungen zwischen 10 und 22 Seemeilen geortet werden konnten.

## Geschichte
Die USS William D. Porter wurde am 7. Mai 1942 bei Consolidated Steel Corporation in Orange, Texas auf Kiel gelegt. Am 27. September 1942 lief sie vom Stapel. Taufpatin des Zerstörers war Mary Elizabeth Reeder. Unter dem Kommando von Lieutenant Commander Wilfred A. Walter wurde das Schiff am 6. Juli 1943 in Dienst gestellt.

### 1943
Kurz nach der Indienststellung verließ USS William D. Porter Orange und nahm Kurs auf Guantanamo Bay auf Kuba. Nach Abschluss der Erprobungsfahrten lief der Zerstörer am 7. September in Charleston, South Carolina ein. Nach Beendigung von Reparaturen verlegte sie nach Norfolk, Virginia und führte zusammen mit der Intrepid und anderen Schiffen der Atlantikflotte Gefechtsübungen durch.

#### Überfahrt nach Nordafrika
Am 12. November verließ das Schiff Norfolk, um sich am nächsten Tag mit dem Schlachtschiff Iowa zu treffen, das sich mit Präsident Franklin D. Roosevelt an Bord auf dem Weg zu den Konferenzen von Kairo und Teheran nach Nordafrika befand.
Beim Ablegen in Norfolk kam es zu einer Havarie, als die USS William D. Porter mit ihrem Anker unter anderem die Reling, ein Rettungsboot und die Kommandantenpinasse eines Schwesterschiffes beschädigte. Der nächste Vorfall geschah einen Tag später. Der aus vier Schiffen bestehende Verband fuhr auf Grund der durch deutsche U-Boote ausgehenden Gefahr unter strikter Funkstille, als eine nicht gesicherte Wasserbombe vom Deck der USS William D. Porter ins Wasser fiel und explodierte. In der Annahme eines U-Boot-Angriffs führten die übrigen Schiffe des Verbandes Ausweichmanöver durch, bis der Zerstörer die Funkstille brach und die Ursache der Explosion mitteilte. Kurz nach diesem Vorfall traf das Schiff auf einen Kaventsmann, der den Ausfall eines Kessels verursachte und alle nicht verzurrten Gegenstände sowie ein Besatzungsmitglied von Bord wusch. Die Suche nach dem Mann verlief erfolglos.
Am Morgen des 14. November wurde auf Roosevelts Wunsch an Bord der USS Iowa eine Flugabwehrübung durchgeführt. Anschließend führten die Zerstörer einen simulierten Torpedoangriff auf das Schlachtschiff durch. Durch ein Versäumnis von Torpedoman Dawson an Bord der USS William D. Porter verließ ein scharfer Torpedo das Rohr #2 und lief auf die USS Iowa zu. Um die Funkstille nicht zu brechen, wurde zur Übermittlung der Warnung der Signalscheinwerfer eingesetzt, wobei es zu Fehlern bei der Übertragung des Spruches kam. Erst durch Brechen der Funkstille konnte die USS Iowa über die Gefahr informiert werden und ein Ausweichmanöver durchführen. Präsident Roosevelt bat seinen Personenschutz vom Secret Service, den Rollstuhl auf die Seite des Schlachtschiffes zu schieben, damit er den Torpedo beobachten konnte. In der Annahme, es handele sich um ein Attentat auf den Präsidenten, richtete die USS Iowa ihre Geschütze auf den Zerstörer. Der Torpedo explodierte in ca. 3000 Yard (ca. 2700 Meter) Entfernung im Kielwasser der USS Iowa.
Erstmals in der Geschichte der US Navy wurde mit der USS William D. Porter die gesamte Besatzung eines Schiffes unter Arrest gestellt. Der Zerstörer wurde nach Bermuda entlassen. Als der Zerstörer in Bermuda einlief, wurde das Schiff von US Marines umstellt. In der Kriegsgerichtsverhandlung wurde Torpedoman Dawson zu vierzehn Jahren Zwangsarbeit verurteilt. Der Kommandant und einige Offiziere wurden zu Landdienststellen versetzt. Präsident Roosevelt, der den Vorfall als Unfall einschätzte, intervenierte und bat um Aussetzung der Strafe.
Aufgrund dieses Zwischenfalls wurde das Schiff in der Folgezeit von anderen Einheiten der US-Marine scherzhaft mit dem Funkspruch “Don’t shoot, we’re republicans” (deutsch: „Nicht schießen, wir sind Republikaner“) begrüßt.
USS William D. Porter wurde in den Pazifik verlegt und erreichte am 19. Dezember San Diego, wo das Schiff für den Einsatz in den Aleuten ausgerüstet wurde. Am 29. Dezember erreichte der Zerstörer Dutch Harbor auf Unalaska und wurde der Task Force (TF) 94 unterstellt.

### 1944
Am 2. Januar 1944 verließ die USS William D. Porter Dutch Harbor und lief am 4. Januar in Adak ein. Am 7. Januar nahm sie Kurs auf Pearl Harbor, wo sie am 22. Januar einlief. Sie verließ Hawaii am 7. Januar und eskortierte USS Black Hawk nach Adak. Bis zum 10. Juni 1944 war der Zerstörer hauptsächlich zur U-Boot-Jagd in den Aleuten eingesetzt. USS William D. Porter und die anderen Schiffe der TF 94 nahmen am 10. Juni Kurs auf die Kurilen. Am frühen Morgen des 13. Juni erreichten sie die Insel Matsuwa, die beschossen wurde. Gegen 05:30 Uhr wurde vom Radar des Zerstörers ein Kontakt geortet, der sich mit einer Geschwindigkeit von 55 Knoten an Backbord näherte. Die Einheiten der TF 94 eröffneten das Feuer auf das vermutliche Torpedoboot, das offensichtlich versenkt wurde, da der Kontakt vom Radarschirm verschwand.
Am 5. September lief die USS William D. Porter nach San Francisco zur Überholung, die am 27. September abgeschlossen wurde. Der Zerstörer erreichte am 30. Oktober 1944 Seeadlerhafen auf Manus. Anfang November eskortierte sie USS Alshain über Hollandia nach Leyte. Das restliche Jahr wurde der Zerstörer zu Geleitdiensten zwischen Leyte, Hollandia, Mauns und Bougainville eingesetzt. Am 26. Dezember 1944 kehrte das Schiff in die San Pedro Bay zurück, um sich auf die Landung auf Luzon vorzubereiten. USS William D. Porter gehörte zur Lingayen Fire Support Group der Task Group (TG) 77.2.

### 1945

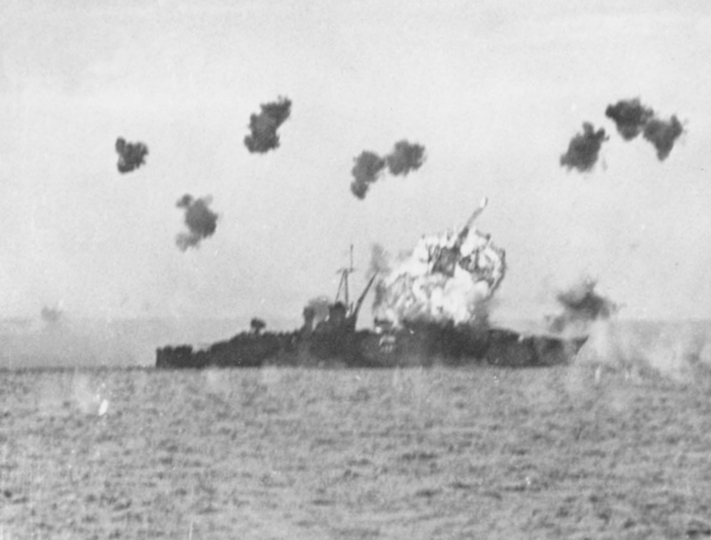
Die Louisville wird von einem Kamikazeflugzeug getroffen

Der Zerstörer verließ San Pedro Bay am 2. Januar 1945 und traf am nächsten Tag im Golf von Leyte auf die anderen Einheiten der TG 77.2. Am Morgen des 5. Januar war der Verband starken Luftangriffen ausgesetzt, die größtenteils durch die CAP abgefangen wurden. Gegen 17:00 Uhr konnten japanische Flugzeuge den Schirm durchbrechen und Angriffe auf die amerikanischen Schiffe durchführen. Bei diesen Angriffen wurden die Louisville und die Manila Bay beschädigt.
Am nächsten Morgen fuhr der Zerstörer in den Golf von Lingayen und begann mit dem Beschuss von Zielen, um die Invasion vorzubereiten. Am Abend schoss USS William D. Porter zwei japanische Flugzeuge ab. Nach der Landung amerikanischer Truppen am 9. Januar änderte sich die Aufgabe der Zerstörer und sie setzten ihre Artillerie nach Bedarf zur Unterstützung der Landeinheiten ein. Vom 11. bis 18. Januar schützte die TG 77.2 die Zugänge des Golfs vor dem Eindringen feindlicher Schiffe. Anschließend wurde die USS William D. Porter zur Luft- und U-Bootabwehr vor dem Landungsabschnitt eingesetzt. Am 15. Februar verließ sie den Golf von Lingayen und eskortierte USS Lindenwald und USS Epping Forrest nach Guam. Nach kurzer Rückkehr in den Golf von Lingayen verlegte der Zerstörer nach Leyte, um Vorbereitungen für die Landung auf Okinawa zu treffen.
Am 1. April 1945 gehörte das Schiff wieder zur TF 54. Zu ihren Aufgaben während der Landung gehörten Feuerunterstützung für die anlandenden Truppen, Schutz von Minensuchern sowie Luft- und U-Bootabwehr für die Kriegsschiffe der TF 54. Zwischen dem 1. April und dem 5. Mai verschoss die USS William D. Porter mehr als 8500 5"-Granaten auf Landziele und angreifende Flugzeuge. In dieser Zeit schoss sie fünf feindliche Flugzeuge ab.
Die ständigen japanischen Luftangriffe führten zum Einsatz von Zerstörern als Radarvorposten, um den Verband rechtzeitig vor Angriffen zu warnen. Zwischen dem 5. Mai und 9. Juni war die USS William D. Porter als Radarvorposten eingesetzt. Während des Einsatzes schoss sie ein japanisches Flugzeug ab und von ihr geleitete Jagdflugzeuge konnten sieben weitere abschießen.

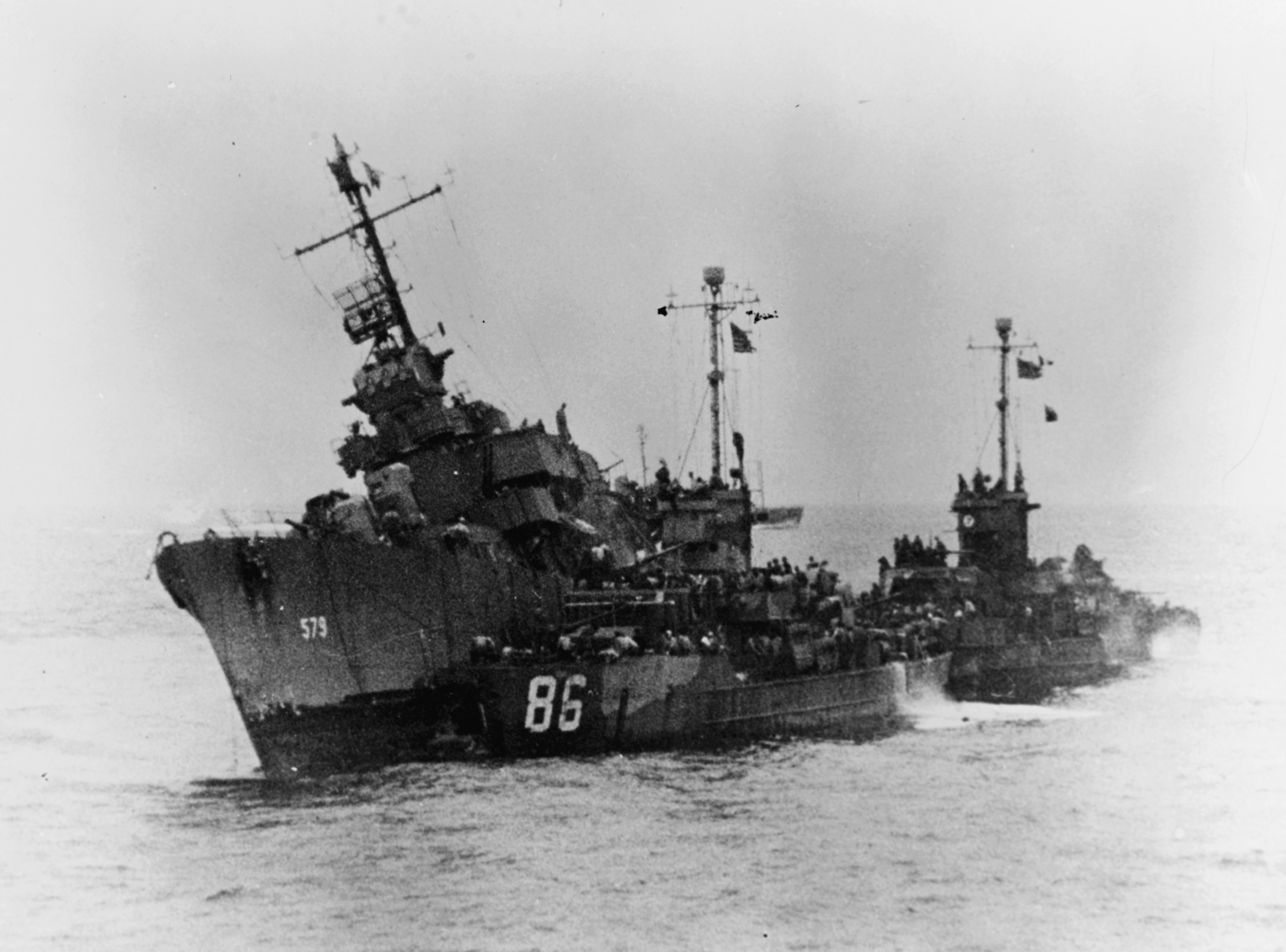
Die sinkende USS William D. Porter

Am 10. Juni wurde die USS William D. Porter Opfer eines Kamikazeangriffes. Um 08:15 Uhr stieß ein einzelnes Aichi D3A Val-Sturzkampfflugzeug aus den Wolken auf sie herab. Die USS William D. Porter konnte dem Flugzeug ausweichen, das direkt neben ihr ins Meer stürzte und unter ihr explodierte. Durch die Explosion wurde der Zerstörer aus dem Wasser gehoben. Mehrere Dampfrohre brachen und das Schiff verlor den Antrieb. Zusätzlich brachen Feuer aus. Nach drei Stunden musste die Besatzung die Versuche aufgeben, das Schiff zu retten. Zwölf Minuten nachdem der Befehl zum Verlassen des Schiffes gegeben worden war, krängte die USS William D. Porter nach Steuerbord und versank übers Heck. Beim Untergang des Schiffes verlor kein Besatzungsmitglied sein Leben.
Am 11. Juli 1945 wurde die USS William D. Porter aus der Flottenliste gestrichen.

## Auszeichnungen
USS William D. Porter wurde mit vier Battle Stars ausgezeichnet.